# Maison Mode Méditerranée
 (mars 2014).
 (décembre 2024).
Le fonds de dotation Maison Mode Méditerranée (anciennement Maison méditerranéenne des métiers de la mode, puis  Maison Mode Méditerranée) vise à accompagner et à soutenir financièrement les créateurs, chercheurs, professionnels de la mode et de la culture à travers des projets d’intérêt général.
Dès 2021, le fonds de dotation MMM va définir et proposer des appels à projets au service de la philanthropie et du mécénat, à l’aide d’un réseau d’experts internationaux. Un comité stratégique sera mis en place pour chaque projet, qu’il soit culturel ou scientifique, validé par le Conseil d’administration du fonds de dotation.
Le fonds de dotation est soutenu par un Conseil d'administration composé de personnalités de la mode et de la culture. 19 « initiateurs », amis historiques de la MMM comme Emma François ou Sidney Toledano, se sont engagés auprès du fonds de dotation pour l'aider dans la réalisation de ses missions et faire rayonner ses valeurs, axées sur la transmission de la création et la culture du savoir-faire.

## Les missions du fonds
Dans la lignée des valeurs qui ont porté la Maison Mode Méditerranée depuis 30 ans, le fonds de dotation a deux objectifs majeurs :

### Pour une Mode éthique et engagée
- Contribuer au partage de la connaissance et à la transformation du secteur vers une mode éthique, responsable, à la fois artisanale et technologique, locale et innovante (craft, tech, care, give-back).

### Passerelle culturelle entre les continents
- Développer des passerelles entre l’Europe, l’Afrique et les pays du bassin méditerranéen, pour favoriser les échanges et la transmission des savoir-faire.

## Histoire de la Maison Mode Méditerranée
Avant sa mutation en Fonds de dotation, la Maison Mode Méditerranée (MMM, anciennement « Maison méditerranéenne des Métiers de la Mode ») était une association loi de 1901 déclarée d'intérêt général. Initiée par Maryline Bellieud Vigouroux et soutenue par le couturier Azzedine Alaïa, les objectifs visaient : l’ouverture d’un lieu culturel international, à savoir le musée de la mode de Marseille (3ème musée de mode de France), à soutenir et accompagner les créateurs de mode en région Provence-Alpes-Côte d’Azur et sur le pourtour méditerranéen, enfin, à initier avec Aix-Marseille Université (AMU) un cursus Licence et Master management des métiers de la mode et textile.
Située à Marseille, de 1993/2013  sur la Canebière au sein de l’Espace Mode Méditerranée, cette structure innovante réunissait  les acteurs de la culture et de l’économie de la mode, le Musée de la Mode, l’Institut Mode Méditerranée, la Cité Euroméditerranéenne de la Mode et divers organismes professionnels (Chambre syndicale de l’Habillement, Institut Français du Textile et de l’habillement, Fortexha). La MMM déménagea en 2013 au cœur du quartier Euroméditerranéen.
Environ 700 créateurs ont été aidés par la Maison Mode Méditerranée (MMM) depuis sa création, notamment grâce au prix Open My Med, crée en 2010 et associant de manière inédite, 21 pays du pourtour méditerranéen. L’engagement et les réalisations de la MMM ont contribué à installer durablement l’attractivité internationale de Marseille comme une ville de mode, au côté de Paris.

## Financement
En février 2021, la MMM confie à l’étude Cornette de Saint-Cyr l’organisation de la vente aux enchères de sa  collection. Constituée de pièces d’exceptions, représentatives de l’évolution de la mode des années 1910 aux années 2000, cette collection avait été patiemment bâtie par Maryline Bellieud-Vigouroux et son ami le couturier Azzedine Alaïa. Record mondial pour une pièce de Haute Couture, le manteau Elsa  Schiaparelli  collection hiver 1938-1939 a été adjugé 540 000 euros. L’intégralité des profits, d’un montant de 710 000 euros, a été reversée au Fonds de dotation MMM pour le développement de ses actions. Le fonds de dotation MMM s’appuie également sur une activité de mécénat afin de développer des bourses et appels à projets en faveur des créateurs et chercheurs de la Mode.